# Reeßum
Reeßum település Németországban, azon belül Alsó-Szászország tartományban. Lakosainak száma 1819 fő (2023. december 31.). Reeßum Sottrum és Hassendorf községekkel határos.

## Népesség
A település népességének változása:
| Lakosok száma | 1697 | 1712 | 1734 | 1800 | 1796 | 1819 |
|               | 2016 | 2017 | 2019 | 2021 | 2022 | 2023 |